# IPADE
IPADE (Instituto Panamericano de Alta Dirección de Empresas) – szkoła biznesu powstała przy Uniwersytecie Panamerykańskim w Meksyku, założona w 1967.

IPADE ukończyło ponad 20 tys. absolwentów, większość z nich to menedżerowie firm meksykańskich i zagranicznych. Główny kampus uczelni jest zlokalizowany w mieście Meksyk. Kursy są prowadzone także w Monterrey, Guadalajara, Aguascalientes, Tijuana, Chihuahua, Ciudad Juárez, Hermosillo i San Luis Potosí.
W szkole pracuje 50 profesorów na pełny etat, wykłady prowadzi jednak także wybrana grupa profesorów z innych szkół.
IPADE kieruje się wartościami chrześcijańskimi, opiekę duchową nad szkołą posiada Prałatura Opus Dei.
IPADE współpracuje z innymi szkołami biznesu: m.in. IESE i Harvard Business School.

## Rankingi
- Według gazety Expansión z marca 2008, IPADE prowadzi najlepsze studia MBA w Meksyku.
- Według rankingu Wall Street Journal z 2007, el IPADE była czwartą szkołą biznesu na świecie, po London Business School, IMD i ESADE.
- Według Forbes z 2007, jest to piąta szkoła MBA w świecie i najlepsza w Ameryce Łacińskiej.
- Zgodnie z Wprost, jest to najlepsza szkoła biznesu w Ameryce Łacińskiej[2]